# Trương Văn Vở
Trương Văn Vở (sinh ngày 12 tháng 10 năm 1958) là đại biểu Quốc hội Việt Nam khóa XII, XIII, thuộc đoàn đại biểu Đồng Nai.

## Tiểu sử
Ông có quê quán ở Xã Thạnh Phước, huyện Tân Uyên, Bình Dương, người dân tộc Kinh, không tôn giáo.
Ông có trình độ Thạc sỹ Quản lý kinh tế, cao cấp lý luận chính trị.
Ông gia nhập Đảng Cộng sản Việt Nam vào ngày 7/10/1985.
Ông từng là đại biểu Hội đồng nhân dân tỉnh Đồng Nai khóa VII (2004-2011).
Từ 2007 đến 2011 ông là ĐBQH 12 tỉnh Đồng Nai, Ủy viên Ủy ban Tài chính-Ngân sách của Quốc hội,Phó trưởng ban Ban Kinh tế Tỉnh ủy Đồng Nai.
Từ 2011 đến 2016, ông là ĐBQH 13 tỉnh Đồng Nai, Tỉnh ủy viên, Phó Trưởng đoàn chuyên trách Đoàn ĐBQH tỉnh Đồng Nai khóa XIII, Ủy viên Ủy ban Tài chính-Ngân sách của Quốc hội.